# Geordi La Forge
Komandor Porucznik Geordi La Forge – postać fikcyjna, bohater serialu Star Trek: Następne pokolenie oraz filmów: Star Trek: Pokolenia, Star Trek: Pierwszy kontakt, Star Trek: Rebelia oraz Star Trek: Nemesis. Występuje również epizodycznie w piątym sezionie Star Trek: Voyager, tym razem jako kapitan z misją zatrzymania Kima i Chakotaya chcących zmienić linię czasu. Geordi La Forge jest głównym mechanikiem na statku Enterprise-D, a później Enterprise-E. Jest niewidomy, dlatego używa wizjera, który umożliwia mu widzenie otaczającego świata. Odtwórcą jego roli jest LeVar Burton.